# Fédération lettonne d'athlétisme
La Fédération lettonne d'athlétisme (en letton Latvijas Vieglatlētikas savienība, LVS) est la fédération d'athlétisme de Lettonie, affiliée à l'Association européenne d'athlétisme et à l'IAAF (depuis 1923). Fondée en 1921, son siège est à Riga. Son président est Dmitrijs Miļkevičs.